# Вајт Марш (Мериленд)
Вајт Марш (енгл. White Marsh) насељено је место без административног статуса у америчкој савезној држави Мериленд.

## Демографија
По попису из 2010. године број становника је 9.513, што је 1.028 (12,1%) становника више него 2000. године.
| Група             | 2000.         | 2010.         |
| Белци             | 7.349 (86,6%) | 7.120 (74,8%) |
| Афроамериканци    | 363 (4,3%)    | 968 (10,2%)   |
| Азијати           | 458 (5,4%)    | 976 (10,3%)   |
| Хиспаноамериканци | 186 (2,2%)    | 263 (2,8%)    |
| Укупно            | 8.485         | 9.513         |